# نادي جمعية تمسمان
جمعية تمسمان للرياضة أو جمعية تمسمان هو نادي لكرة القدم من قبيلة تمسمان إقليم الدريوش شمال المغرب. تأسس النادي سنة 2002 يمارس في القسم الثاني عصبة، جهة الشرق.